# Le Vézier
Le Vézier é uma comuna francesa na região administrativa do Grande Leste, no departamento de Marne. Estende-se por uma área de 12.39 km², e possui 191 habitantes, segundo o censo de 2018, com uma densidade de 15 hab/km².

Le Vézier
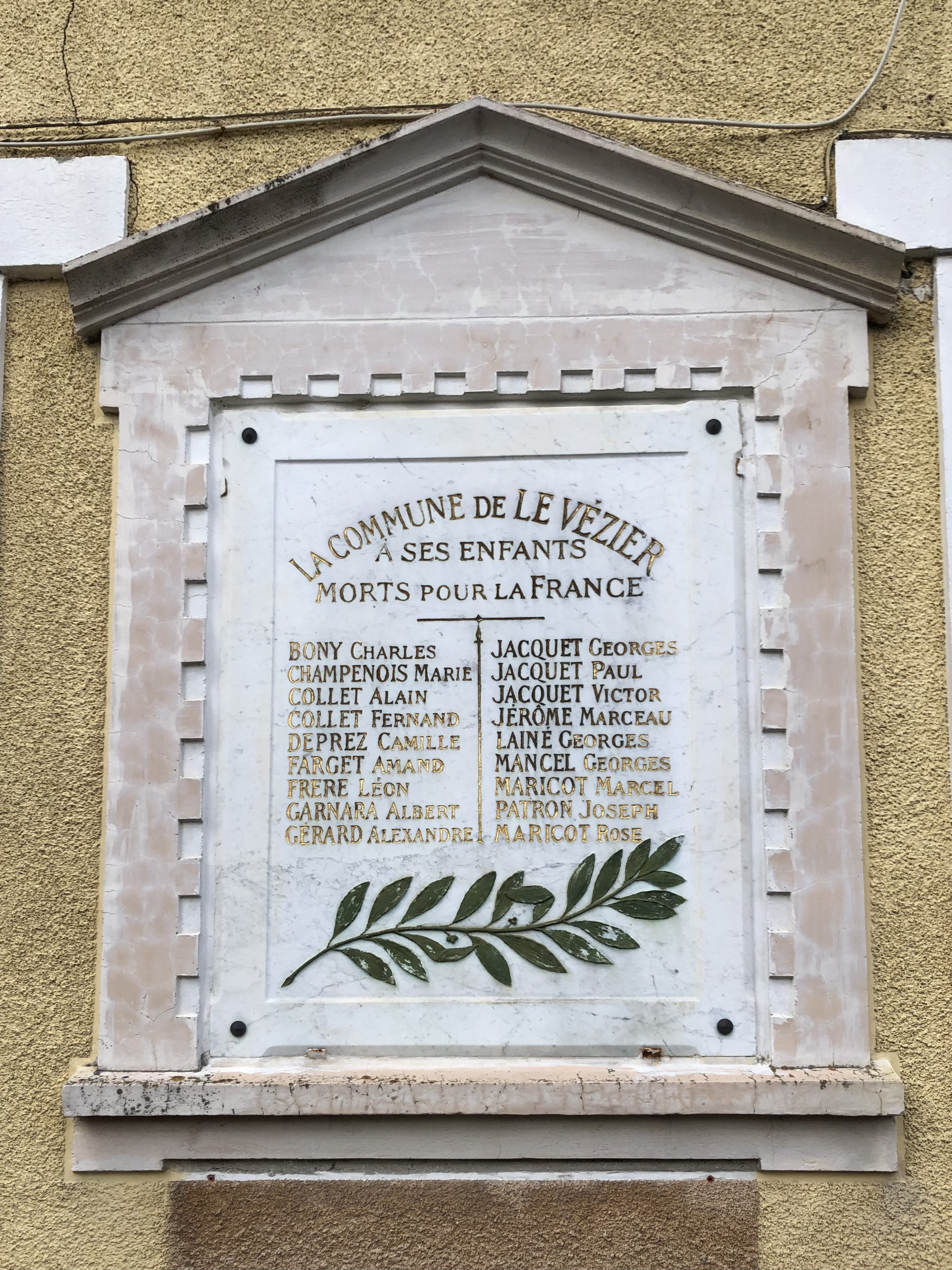
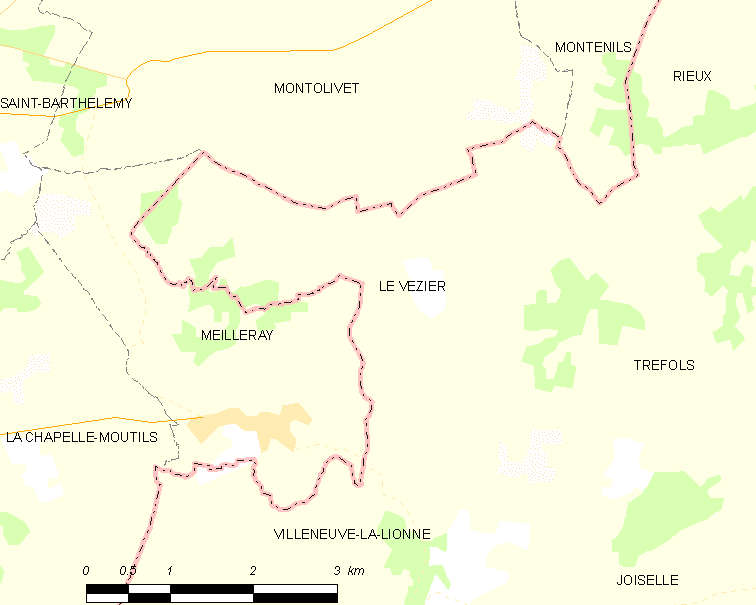